# Nadia Bjorlin
Nadia Alexandra Bjorlin (Newport, 2 agosto 1980) è un'attrice statunitense.

## Biografia
Nata in Rhode Island, ha origini svedesi da parte del padre, il compositore e direttore d'orchestra Ulf Björlin, mentre ha origini iraniane da parte della madre Fary Dadashi.
Nel 1999 appare nel video musicale della canzone Shake Your Bon-Bon di Ricky Martin.
Nello stesso anno inizia a recitare nella soap opera Il tempo della nostra vita, dove interpreta il personaggio di Chloe Lane; farà parte del cast fino al 2005, poi nel periodo 2007-2013 e nuovamente dal 2015 al 2023.
Nel 2007 appare nei film If I Had Known I Was a Genius e Redline. Dal 2009 è nel cast della webserie Venice: The Series. Nel 2012 recita in Divorzio d'amore.

## Filmografia parziale

### Cinema
- The Marriage Undone, regia di Sarah Nean Bruce (2002)
- If I Had Known I Was a Genius, regia di Dominique Wirtschafter (2007)
- Redline, regia di Andy Cheng (2007)
- Jack Rio, regia di Gregori J. Martin (2008)
- Divorzio d'amore (Divorce Invitation), regia di S.V. Krishna Reddy (2012)
- This Is Now, regia di Markus Redmond (2016)
- Faith Ba$ed, regia di Vincent Masciale (2020)
- Nothing Is Impossible, regia di Matt Shapira (2022)

### Televisione
- Il tempo della nostra vita (Days of Our Lives) - 1512 episodi (1999-2023)
- Sex, Love & Secrets - 2 episodi (2005)
- Out of Practice - Medici senza speranza (Out of Practice) - 1 episodio (2006)
- NCIS - Unità anticrimine (NCIS) - 1 episodio (2010)
- Due uomini e mezzo (Two and a Half Men) - 1 episodio (2010)
- CSI - Scena del crimine (CSI: Crime Scene Investigation) - 1 episodio (2012)
- The Grove - film TV (2013)
- 2 Broke Girls - 1 episodio (2013)
- Io so dove è Lizzie (I Know Where Lizzie Is) - film TV (2016)
- Dropping the Soap - 2 episodi (2017)
- Venice the Series - 56 episodi (2009-2017) - webserie
- A Mermaid for Christmas - film TV (2019)
- Days of Our Lives' Last Blast Reunion - 8 episodi (2019-2020)
- Beacon Hill - 6 episodi (2020)